# Rhianan Rudd
Rhianan Rudd, née le 16 septembre 2005 à Brentwood (Essex) et morte d'un suicide le 19 mai 2022 dans le Nottinghamshire, est une adolescente britannique membre de groupes terroristes néonazis, devenue la plus jeune personne accusée d'infractions terroristes au Royaume-Uni.
Radicalisée par des néonazis américains, elle adhère à la Division Atomwaffen et à l'Ordre des neuf angles. Elle est arrêtée par la police antiterroriste en 2020 pour possession de manuels de fabrication de bombes, mais voit finalement les poursuites abandonnées en 2021 après avoir été reconnue victime de traite humaine.

## Biographie
Rhianan Rudd naît à Brentwood (Essex) le 16 septembre 2005. Elle vit à Bolsover, dans le Derbyshire. Elle est autiste, et souffre de comportements automutilatoires.
Elle est introduite à l'idéologie néonazie par un membre du chapitre arizonien de l'Aryan Brotherhood,,, compagnon de sa mère.
Elle est ensuite radicalisée en ligne lors des confinements liés à la pandémie de Covid-19 par un néonazi américain de 23 ans,,, condamné en 2023 pour terrorisme, avec qui elle entretient une relation amoureuse. Elle développe ensuite une fascination pour Adolf Hitler, et, selon sa mère, se déclare « fasciste ». Elle adhère à la Division Atomwaffen et à l'Ordre des neuf angles, des groupes terroristes d'extrême droite.
Sa mère la signale au programme de déradicalisation gouvernemental Prevent en septembre 2020, après qu'elle lui a exprimé vouloir « faire exploser une synagogue »,.

## Affaire judiciaire
En octobre 2020, la police saisit chez elle des manuels de fabrication de bombes ainsi que du matériel glorifiant la suprématie blanche. Initialement, la police et le MI5 décident de ne pas l'arrêter pour sa santé mentale et en raison d'un risque de suicide. Le même jour, elle est hospitalisée après s'être gravée une croix gammée sur le front.
Le lendemain, elle est finalement arrêtée par la police antiterroriste à seulement 15 ans en raison de nouveaux éléments de l'enquête, ce qui fait d'elle la plus jeune personne accusée d'infractions terroristes au Royaume-Uni,,. Elle est inculpée de six chefs d'accusation de terrorisme et est notamment accusée d'avoir rédigé des instructions pour fabriquer une bombe et un guide d'impression 3D d'armes à feu.
Les poursuites sont finalement abandonnées après qu'une intervention du Home Office conclut en décembre 2021 qu'elle était victime de traite humaine,,. Le MI5 maintient cependant une surveillance de l'adolescente,,.

## Mort
Elle se suicide par autoasphyxie le 19 mai 2022 dans un foyer d'accueil du Nottinghamshire à l'âge de 16 ans,,.
D'après les travailleurs sociaux du conseil du Derbyshire, Rudd semblait s'épanouir dans les semaines précédant sa mort et son état s'était considérablement amélioré depuis son placement en foyer. Ils décrivent une « transformation radicale » de l'adolescente, qui planifiait son avenir avec notamment un apprentissage pour travailler avec des chevaux. Malgré ses inquiétudes persistantes concernant d'éventuelles poursuites judiciaires, les professionnels considéraient sa santé mentale comme assez stable et n'estimaient pas qu'elle présentait un risque de suicide au moment de sa mort,.

### Enquête judiciaire
Lors d'une audience préliminaire de l'enquête judiciaire sur sa mort en mai 2023, la famille de Rhianan Rudd accuse l'État britannique d'avoir contribué à la mort de l'adolescente,. Les avocats de la famille affirment que si Rudd avait été identifiée plus tôt comme victime plutôt que comme délinquante, et si elle avait bénéficié d'un soutien approprié, sa mort aurait pu être évitée.
Un agent du MI5, témoignant anonymement lors d'une audience en mars 2025, explique que l'enquête menée par le service de renseignement sur Rudd était nécessaire pour évaluer le risque qu'elle représentait pour la sécurité nationale, malgré la reconnaissance de sa vulnérabilité,.
L'enquête judiciaire sur la mort de Rhianan Rudd s'achève le 9 juin 2025. La juge conclut qu'elle ne peut établir avec certitude l'intention derrière le suicide de la jeune fille. La coroner estime que, malgré que l'enquête criminelle avait probablement effrayé l'adolescente et l'avait traumatisée psychologiquement ; et que sa reconnaissance comme victime de traite d'êtres humains fût trop tardive, les actions de la police et du MI5 étaient « raisonnables et proportionnées »,,.